# Václav Hudeček
Václav Hudeček (* 7. června 1952 Rožmitál pod Třemšínem) je český houslový virtuos.

## Životopis
Ve věku patnácti let, dne 12. listopadu 1967, vystoupil na koncertu v Londýně s Royal Philharmonic Orchestra. O den později ho slyšel David Oistrach, který mu nabídl pedagogickou pomoc. Od roku 1970 až do Oistrachovy smrti v roce 1974 byl jeho žákem. Zároveň absolvoval studium na pražské Akademii múzických umění ve třídě profesora Václava Snítila. V té době také navštěvoval mistrovské kurzy Nathana Milsteina v Curychu.
Od svého londýnského debutu vystupoval na světových scénách  Carnegie Hall, Royal Festival Hall, Suntory Hall, Osaka Festival Hall, Sydney Opera ), a s orchestry (Berlínskými filharmoniky, Cleveland Symphony Orchestra, NHK Philharmonic Orchestra, Gewandhaus Leipzig, Moskevská státní filharmonie a další), jakož i na festivalech v Ósace, Salzburgu, Istanbulu, Perthu či Helsinkách. 
Václav Hudeček se nevěnuje jen kompozicím starých mistrů, ale rozšiřuje své repertoárové spektrum o díla dvacátého století (Janáček, Prokofjev) a skladby soudobých českých autorů (Kymlička, Fišer, Mácha). Každoročně pořádá letní houslové kurzy v Luhačovicích a vánoční turné, Svátky hudby v Praze, Litoměřicích či Třebíči.

## Hudečkova letní Akademie
Hudeček pomáhá nastupující české interpretační generaci: od roku 1997 každoročně pořádá letní houslové kurzy v Luhačovicích,. Nejlepší z absolventů vystoupí v soutěžní přehlídce, z níž porota vybírá vítěze, který je oceněn. Další z nejlepších zve jako hosty k vystoupení na své koncerty v rámci tradičních vánočních turné nebo na festival Svátky hudby v Praze, v Luhačovicích, Zlíně, Třebíči, Litoměřicích a dalších městech.

## Festival komorní hudby v Praze
Václav Hudeček je zakladatelem a odborným garantem Festivalu komorní hudby v Praze, jehož 31. ročník se uskutečnil v dubnu roku 2023. Festival je nesoutěžní přehlídkou hudebníků a pěvců.

## Diskografie (výběr)
- 1972: Antonín Dvořák: Koncert pro housle a orchestr A moll, Mazurek. Supraphon
- 1976: Jean Sibelius, Sergej Prokofjev: Concertos for Violin and Orchestra
- 1978: Wolfgang Amadeus Mozart: Houslové koncerty. Panton
- 1993: Antonio Vivaldi: Čtvero ročních dob, Supraphon, reedice 2017
- 1995: Brabec, Stivín, Hudeček play Vivaldi, Gaetano Delogu; Supraphon, CD.
- 2000: Souvenir: Václav Hudeček a Petr Adamec: František Drdla, Otakar Ševčík, Henryk Wieniawski, Sergej Rachmaninov, Claude Debussy, Glier..., [4]
- 2003: Hudeček – Stivín – Hasenörl: Koncerty pro housle, flétnu a trubku: Georg Philipp Telemann – Antonio Vivaldi – Johann Sebastian Bach
- 2009: Greatests Romantics: Čajkovského Rokokové variace a Melancholická serenáda, Brahmsův koncert pro housle a violoncello, na violoncello hraje Alžběta Vlčková. Symfonický orchestr Českého rozhlasu řídí Vladimír Válek. Multisonic
- 2009: Violin & Guitar – Václav Hudeček & Lubomír Brabec, G. Tartini, N. Paganini, F. Gragnani, M. Giuliani. Multisonic
- 2011: Největší romantické houslové koncerty; 2 CD; Supraphon
- 2014: Most famous violin concertos: Bach, Beethoven, Mozart, Paganini, Brahms

## Nahrávky (výběr)
- Václav Hudeček a Barocco sempre giovane 1: Antonio Vivaldi: Koncert d moll (Adventní koncert 1995)
- Václav Hudeček a Barocco sempre giovane 2: Antonio Vivaldi: Koncert d moll (Adventní koncert Břevnovský klášter 2008)

## Ocenění
- 2007 –  – Medaile Za zásluhy II. třídy „za zásluhy o stát v oblasti kultury a uměni“,
- 2012 – Stříbrná medaile hlavního města Prahy,
- 2014 – Čestný občan Prahy 2,
- 2015 –  – Řád rytíře italské hvězdy „Cavaliere dell’Ordine della Stella d‘Italia“, první oceněný Čech,
- 2022 – Zlatá medaile a čestné občanství hlavního města Prahy.
- 2022 – medaile „Artis Bohemiae Amicis“, Ministerstvo kultury ČR